# Escapar, den tilbagevendende drøm
Escapar, den tilbagevendende drøm er en dansk kortfilm fra 2017 instrueret af Barbara B. Bohr.

## Handling
En kvinde i eksil. En tilbagevendende drøm. En mor bager kager i Lima om natten. En oberst spiser kagerne i det fængsel, som kvinden flygtede fra. En tilbagevendende drøm. En ven kommer på besøg. Kvinden har spørgsmål til ham. Kagen vokser. Kvinden møder en fremmed, og kagen pyntes forfra. Hver gang hun vågner tænker hun: Hvorfor stiller jeg de spørgsmål, der ikke kan besvares?